# Thinking About Little Willie John and a Few Nice Things
Thinking About Little Willie John and a Few Nice Things é o 25º álbum de estúdio do músico americano James Brown. Lançado em dezembro de 1968 pela King Records, pouco mais de meio ano após a morte de Little Willie John, um proeminente cantor de R&B da metade dos anos 1950 até os anos 1960, conhecido por seu temperamento ácido e abuso de álcool.

## Faixas
| N.º | Título                                                                          | Duração |  |
| 1.  | "Talk to Me, Talk to Me"                                                        | 3:28    |  |
| 2.  | "Suffering With the Blues"                                                      | 3:06    |  |
| 3.  | "Cottage for Sale" (featuring Members of The Dapps & New York Studio Orchestra) | 3:29    |  |
| 4.  | "Billy Bailey"                                                                  | 2:44    |  |
| 5.  | "Home at Least"                                                                 | 4:49    |  |
| 6.  | "Heart Break (It's Hurtin' Me)"                                                 | 3:05    |  |
| 7.  | "What Kind of Man"                                                              | 2:06    |  |
| 8.  | "A Note Or Two, Pt. I"                                                          | 3:08    |  |
| 9.  | "I'll Lose My Mind"                                                             | 3:12    |  |
| 10. | "Fat Eddie"                                                                     | 2:37    |  |
| 11. | "You Gave My Heart a Song to Sing"                                              | 2:48    |  |
| 12. | "A Note Or Two, Pt. II"                                                         | 3:01    |  |